# Сорокман Таміла Василівна
Таміла Василівна Сорокман (нар. 24 вересня 1958, с. Непоротове, Сокирянський район, Чернівецька область, Українська РСР) — лікар-педіатр вищої категорії, дитячий гастроентеролог вищої категорії, лауреат премій ім. М. Залозецького та Ю. Федьковича, Заслужений лікар України, доктор медичних наук, професор кафедри педіатрії та медичної генетики Буковинського державного медичного університету, декан медичного факультету.

## Життєпис
Випускниця Чернівецького медичного інституту 1985 року зі спеціальності «Педіатрія», у 1991 році захистила кандидатську дисертацію на тему «Пептидні гормони грудного молока та їх роль в постнатальній адаптації новонароджених», у 2000 році захистила докторську дисертацію на тему «Моніторинг стану здоров’я дітей, які постійно проживають в зоні дії малих доз радіації внаслідок аварії на Чорнобильській АЕС”. Наукове звання професорки присуджено у 2001 році. З 2000 по 2013 рік очолювала кафедру педіатрії та медичної генетики Буковинського державного медичного університету, з 2001 року – декан медичного факультету №4 Буковинського державного медичного університету.
Лікар-педіатр вищої категорії, дитячий гастроентеролог вищої категорії.
Проходила стажування в Utah Valley University, Utah Medical University (США). Брала активну участь у впровадженні ступеневої освіти за спеціальністю «Медсестринство» (молодший спеціаліст, бакалавр, магістр, доктор філософії). Є Гарантом освітньої програми 223 Медсестринство (доктор філософії).

## Наукова діяльність
Наукова діяльність пов’язана з дослідженнями патології травної системи в дітей з урахуванням генетичних та епігенетичних факторів розвитку патології, коморбідності, вікових особливостей перебігу та чинників ризику. За її ініціативи запроваджено моніторинг уродженої та спадкової патології в дітей Чернівецької області, дослідження йододефіцитних станів у дітей за новими критеріями ВООЗ-ЮНІСЕФ, особливостей розвитку за умов йододефіциту, розроблено сестринську модель профілактики йододефіцитних станів та започатковано дослідження проблеми паліативної допомоги дитячому населенню.
За результатами наукових досліджень захищено 1 докторську, 13 кандидатських та біля 30 магістерських робіт.
Загальна кількість публікацій наукового, науково-публіцистичного, навчально-методичного спрямування дослідниці понад 1300 (понад 100 — наукових), з-поміж них 3 підручники, 22 навчальних та навчально-методичних посібники, 35 патентів, 3 методичних рекомендацій, 18 інформаційних листів, 27 нововведень; 14 монографій.

## Громадська діяльність
- Дійсний член Європейського наукового товариства (Europäische Wissenschaftliche Gesellschaft).
- Голова обласного осередку Асоціації гастроентерологів та нутриціологів України.
- Член наукової редколегії наукових фахових українських видань («Неонатологія, хірургія та перинатальна медицина», «Клінічна та експериментальна патологія», «Магістр медсестринства»).

## Нагороди та відзнаки
- Лауреат премій АМН України, ім. М. Залозецького, Ю. Федьковича.
- Нагороджена Почесною відзнакою БДМУ.
- Заслужений лікар України.
- Отримала Почесну відзнаку за досягнення в практичній педіатрії від Всеукраїнської асоціації педіатрів України.

## Вибрані наукові праці
1. Сорокман Т.В., Пішак В.П., Волосовець О.П., Ластівка І.В., Булик Р.Є. Клінічна генетика. Чернівці: Медуніверситет, 2006. - 446 с.
2. Сорокман Т.В., Пішак В.П., Сокольник С.В., Гінгуляк М.Г., Ластівка І.В., Швигар Л.В. Дитячі хвороби. Підручник у 2-х книгах. Книга 1. /Під ред. Сорокман Т.В., Пішака В.П. Чернівці: Медуніверситет, 2009 - 604 с.
3. Сорокман Т.В., Пішак В.П., Сокольник С.В., Гінгуляк М.Г., Ластівка І.В., Швигар Л.В. Дитячі хвороби. Підручник у 2-х книгах. Книга 2. /Під ред. Сорокман Т.В., Пішака В.П. Чернівці: Медуніверситет, 2009 - 418 с.
4. Sorokman T, Sokolnyk S, Popelyuk AM, Makarova O, Bezruk T, Moldovan P. Zinc level in children with short stature. Ro J Pediatr. 2019;68(4);248-254. doi: 10.37897/RJP.2019.4.4
5. Sokolnyk SV, Sorokman TV, Bodnar GB, Moldovan PM, Loziuk IY, Vaskul N Ya. Marker profile of digestive system organs comorbid pathology in children. Journal of Education, Health and Sport. 2020;10(10):272-278. https://apcz.umk.pl/JEHS/article/view/JEHS.2020.10.10.026/27899
6. Sorokman T, Chernei N, Sokolnyk S, Sokolnyk I, Popelyuk N. The influence of Helicobacter pylori on the level of endotheline-1 and nitrogen oxide in the blood of children with the duodenal ulcer. Journal of Education, Health and Sport. 2020;10(11):261-272. eISSN 2391-8306. doi http://dx.doi.org/10.12775/JEHS.2020.10.11.026
7. Sorokman Tamila V., Sokolnyk Snezhana V., Popelyuk Oleksandra-Maria V., Bezruk Tetyana O., Makarova Olena V. The copper content in the blood plasma of children with different types of short stature. Wiadomosci Lekarskie. 2020; 2:266-271.
8. Sorokman T, Bachu M, Sokolnyk I, Popelyuk N, Shvygar L. Borderline forms of mental retardation in prepubertal children living in an iodine-deficient region. Medical Science. 2021;25(107):57-66.
9. Sorokman T, Bachu M, Sokolhyk I. Frequency of iodine deficiency disorders among children living in the iodine deficiency region. Ro J Pediatr. 2021; Vol. LXX (1):44-52.https://rjp.com.ro/articles/2021.1/RJP_2021_1_EN_Art-09.pdf.
10. Sorokman T., Bachu M., Gingulyak M. The state of children’s health and the formation of healthcompetence in schoolchildren living in iodine-deficient regions. Child’s Health. 2021; 16(1), 8–12.